# Channarayapura, Kolar
Channarayapura là một làng thuộc tehsil Kolar, huyện Kolar, bang Karnataka, Ấn Độ.